# Almindelig ranunkelbusk
Almindelig ranunkelbusk (Kerria japonica) er en løvfældende busk med en opstigende til opret vækst. grenene er tynde og risede. Navnet Kerria er til ære for William Kerr, der var gartner i Kew Gardens.

## Beskrivelse
Barken er først lysegrøn og kantet, dernæst rund og glat, og til sidst brun og opsprækkende. Knopperne sidder spredt, og de er tiltrykte, spidse, brune og blanke. Bladene er smalt ægformede med dobbelt savtakket rand og lang spids. Oversiden er græsgrøn og hårløs, men rynket på grund af forsænkede bladribber. Undersiden er en smule lysere og let behåret. Høstfarven er gul til gulgrøn. Blomstringen sker i april-maj, hvor man finder blomsterne siddende enkeltvis fra bladbærende kortskud. De er regelmæssige og 5-tallige med mange støvdragere og smørgule kronblade. Frugterne er stenfrugter.
Rodnettet består dels af lange udløbere, der kan sætte rodskud, og dels af de egentlige rødder. De ligger tæt under jordoverfladen, hvor de danner rodfilt.
Højde x bredde og årlig tilvækst: 2,00 x 1,50 m (20 x 15 cm/år).

## Hjemsted
Arten er udbredt i det mest af Kina og på de japanske hovedøer. Den findes i skovbryn og lysninger og langs veje i blandede løv- og nåleskove, og den foretrækker et let skygget voksested med fugtig, neutral og ikke for næringsrig jordbund. 
Tangjiahe naturreservatet i Sichuan, Kina, dækker ca. 400 km2 med et forrevet bjerglandskab i højder på 1.200-3.800 m. Mellem 1.700 og 2.100 m højde findes en blandet stedsegrøn og løvfældende skov, hvor de dominerende arter tilhører slægterne birk, fyr, gran, hemlock, kirsebær, kvalkved, løn og pil. Her vokser almindelig ranunkelbusk sammen med bl.a. blåbælg, Daphne tangutica (en art af dafne), guldskovranke, henrys gedeblad, høstanemone, japansk asters, kamæleonbusk, kinesisk astilbe, kinesisk neillia, kronerabarber, ligustergedeblad, monoløn, omeirose, rødskærm, skavgræs, sommerfuglebusk, viftedværgmispel og vinget benved
| Portal | Portal:Botanik |